# Тарлетон, Банастр
Сэр Банастр Тарлетон, 1-й баронет (англ. Sir Banastre Tarleton, 1st Baronet; 21 августа 1754 — 15 января 1833) — британский военный и политический деятель, участник войны за независимость США.

## Ранние годы
Родился в богатой купеческой семье в Ливерпуле. Третий из семи детей Джона Тарлетона (1718—1773), который в 1764—1765 годах был лорд-мэром Ливерпуля. Дед Банастра, Томас Тарлетон, был судовладельцем и работорговцем. Младший брат Джон (1755—1841) продолжил семейный бизнес, в 1792—1796 годах был депутатом парламента от округа Сифорд.
Учился в лондонской юридической школе Миддл-Темпл. В 1771 году поступил в университетский колледж в Оксфорде. Изучал право и иностранные языки. Однако не был расположен к учёбе, вёл разгульный образ жизни и стремился к военной службе. В 1773 году, когда умер его отец, унаследовал 5 тысяч фунтов стерлингов, израсходовав их меньше чем за год.

## Война за независимость США
В 1775 году за полученные от матери 800 фунтов стерлингов купил чин корнета 1-й Гвардейского драгунского полка. В декабре под началом генерала Корнуоллиса отправился на подавление восстания в Тринадцати североамериканских колониях. Летом 1776 года участвовал в неудачной экспедиции в Южную Каролину. Осенью того же года поступил в 16-й драгунский полк. В 1776—1778 годах отличился в ряде сражений в Нью-Йорке, Нью-Джерси и Пенсильвании. В ночь на 12 декабря 1776 года во главе драгунской роты на постоялом дворе в Баскин-Ридж Нью-Джерси, взял в плен американского генерала Чарльза Ли, за что получил чин бригадного майора.
В июле 1778 года в чине подполковника назначен командиром Британского легиона, сформированного из лоялистов и получившего из-за цвета мундира название «Зелёные драгуны». В 1780—1781 годах в Южной Каролине, Северной Каролине и Виргинии. Своими действиями способствовал взятию Чарльстона и победе Корнуоллиса при Камдене. Во главе Британского легиона одержал ряд побед: в 1780 году при Монкс-Корнер (14 апреля), Ленадс-Ферри (6 мая), Уаксхавсе (29 мая), Фишинг-Крик (18 августа) и 1781 году при Торренс-Таваерн (1—2 февраля). В боях при Ленадс-Ферри, Уоксхаусе и Фишинг-Крик его легион численно уступал противнику. Проиграл два боя: 20 ноября 1780 года при Блэкстокской ферме и 17 января 1781 года при Коупенсе. Кроме того, в сентябре 1780 года Британский легион, когда Тарлетон из-за болезни временно им не командовал, потерпел поражения при Уохабской плантации (21 сентября) и Шарлотте (26 сентября). Бой при Ветзелльской мельнице (6 марта 1781 года), последний самостоятельный бой Тарлетона, закончился с ничейным результатом. Известными противниками Тарлетона были партизанские командиры колонистов Фрэнсис Мэрион «Болотный лис» (The Swamp Fox), Томас Самтер «Каролинский бойцовый петух» (The Carolina Gamecock) и Дэниэл Морган. 15 марта 1781 года в сражении при Гилфорд-Кортхауз в результате пулевого ранения в правую руку лишился двух пальцев. Вместе с остальной армией Корнуоллиса капитулировал в Йорктауне. Вернулся в Великобританию в январе 1782 года.
Во время войны за независимость США Тарлетон слыл одним из наиболее одарённых военачальников Британской армии. Был ненавидим восставшими американцами. Оценки роли и деятельности Тарлетона у историков разных времён и разных стран значительно различаются. Многие американские историки осуждали проявленную им в начале 1780-х годов жестокость, в том числе во время Уоксхауской резни, и в своих работах давали ему прозвища наподобие «Кровавый Бэн» (Bloody Ban) и «Мясник» (Butche). Прозвища «Bloody Ban» и «Green Dragoon» придумал историк Роберт Басс в 1950-х годах.
Более объективные авторы рисуют Тарлетона в качестве храброго и талантливого, хотя и жестокого военачальника. Британские историки как правило изображали его героем войны, именуя "Зелёным драгуном (Green Dragoon). В марте 1787 года Тарлетон опубликовал мемуары о своём участии в войне, публикация которых привела к разрыву с его бывшим командиром Чарльзом Корнуоллисом, оскорблённым тем, что Тарлетон якобы приписал себе все его заслуги.

## Политическая деятельность
После возвращения в Великобританию занялся политической деятельностью. Поддерживал партию вигов. В 1790—1800, 1801—1806, 1807—1812 годах — депутат парламента от округа Ливерпуль. В конце жизни стал поддерживать партию тори. Был известен своими выступлениями против Великой Французской революции и отмены работорговли.
Хотя после войны за независимость США больше не воевал, в 1794 году получил чин генерал-майора, в 1801 году — генерал-лейтенанта, в 1812 году — полного генерала. Пытался получить должность командующего английскими войсками в войне на Пиренейском полуострове. Но вместо него был назначен Веллингтон.
В 1808—1833 годах — командир гарнизона в городе Берик-апон-Туид.
В 1815 году Тарлетону дарован титул баронета. В 1820 году он стал Рыцарем Большого креста ордена Бани.

## Личная жизнь
Многие годы не был женат. Пятнадцать лет длился его роман с актрисой и поэтессой Мэри Робинсон. В 1798 году Тарлетон женился на Сьюзан Берти — внебрачной дочери Роберта Берти, 4-го герцога Анкастера и Кестевена. Брак был бездетным.

## Образ в культуре
Тарлетон стал прототипом жестокого полковника Тавингтона, командира британских драгун и главного антагониста в фильме «Патриот» (2000 г.).